# سيمو بربولا
سيمو باربولا (1943-) (بالفنلندية:Simo Parpola)، هو عالم آشوريات فنلندي. كتب العديد من البحوث والأطروحات حول لغة وديانة الأكاديين والآشوريين القدماء. ويعتبر حاليا من أهم علماء الآشوريات المعاصرين، وهو حاليا أستاذ بجامعة هلسنكي.